# 아이오와주의 기

아이오와 주의 기

아이오와의 기는 아이오와주의 깃발이다.

## 개요
파랑-하양-빨강으로 이루어진 세로 삼색기에 표어를 문 독수리와 주의 명칭인 'IOWA'라는 글자가 새겨져있다.
바탕색은 이 지역에 있었던 프랑스령 루이지애나를 통치했던 프랑스의 국기에서 유래되었다. 따라서 프랑스의 국기와 거의 비슷한 형태이다.